# 二碘化钍
二碘化钍是一种电子盐，化学式为Th4+(I-)2e-2，对空气敏感。它具有金属样的金色光泽和高导电性。

## 制备
二碘化钍可由四碘化钍和钍按计量比反应得到：
ThI
4 + Th  →  2 ThI
2
或由钍和碘反应制得：
Th + I
2  →  ThI
2
三碘化钍在550 °C以上分解，也会生成二碘化钍：
2 ThI
3  →  ThI
4 + ThI
2